# Ricarda Bauernfeind
Ricarda Bauernfeind (nascida em 1 de abril de 2000 em Ingolstadt) é uma ciclista profissional alemã.

## Biografia
Ricarda Bauernfeind ganhou sua primeira bicicleta de corrida aos doze anos. A partir de então, passou a praticar ciclismo e balé, mas acabou decidindo pelo ciclismo. Ela mora com a família em Eichstätt e estuda desde 2021 para se tornar professora em Munique.

## Conquistas na estrada

### por anos
- 2018

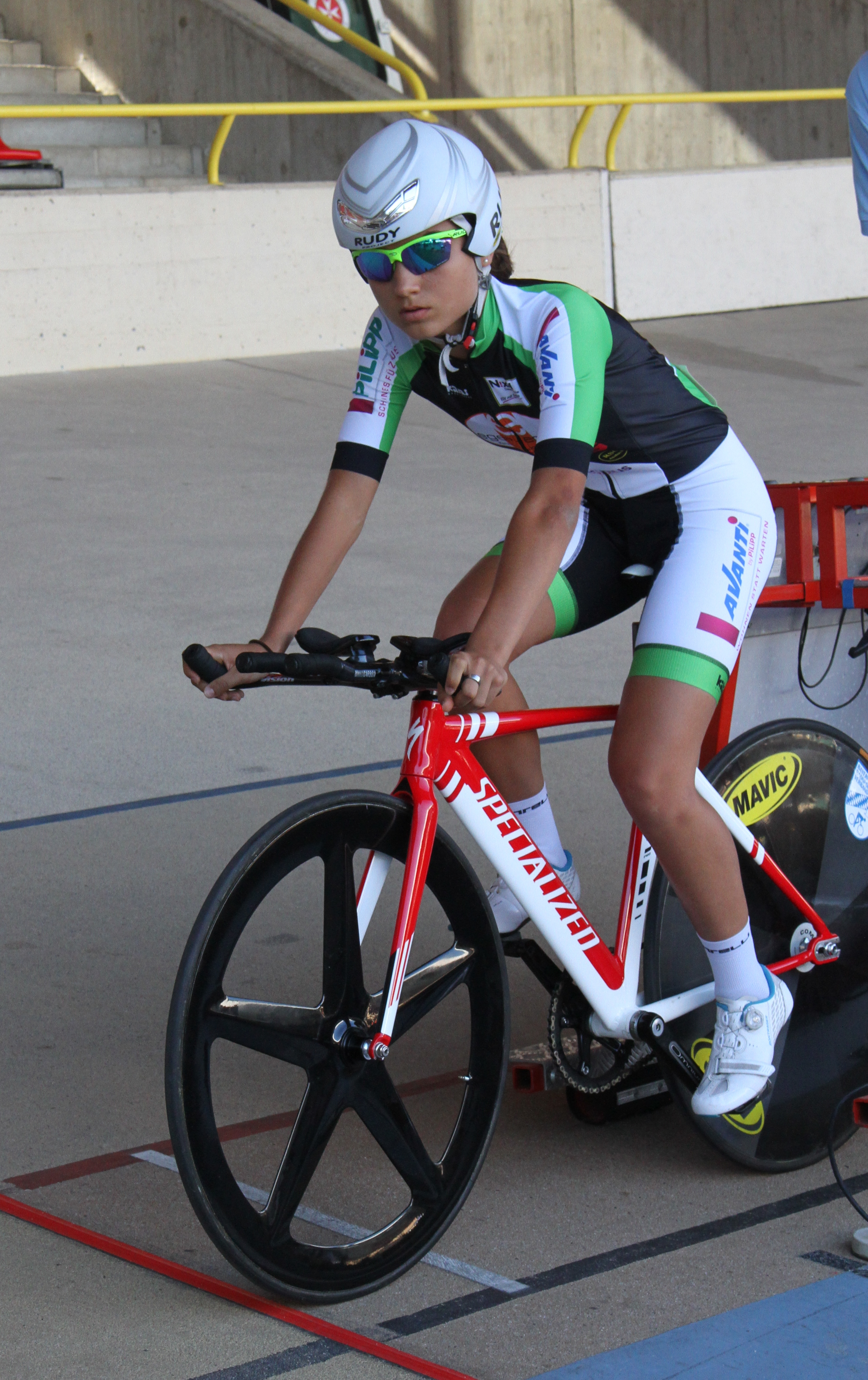
Em 2016

  - 3 no Campeonato Alemão Júnior de Estrada
- 2021
  - 3 no campeonato alemão de estrada
  - 10 no campeonato europeu de estrada para aspirantes
- 2022
  - Campeão europeu no contra-relógio na estafeta Sub-23
  - Campeão alemão na estrada espoirs
  -  Campeão alemão de contra-relógio
  - Visegrad 4 Ladies Race Eslováquia
  - Grande Prémio Cidade Pontevedra
  - 2 no Campeonato Alemão de Estrada
  - 2 no Grande Prêmio de Igartza
  - 2 no Balmasedako Emakumeen Saria
  -  Medalha de Bronze no Campeonato Mundial Sub-23 de Contra-Relógio
  -  Medalha de Bronze no Campeonato Mundial de Estrada Sub-23
  - 3 na Volta à Andaluzia
  - 3 no Circuito Internacional Feminino dos Pirenéus
  - 5 no campeonato europeu de estrada para aspirantes
- 2023
  - 5 etapa do Tour de France
  - 5 na Volta Feminina
  - 9 no Tour de France

### Resultados nas Grandes Voltas

#### Tour de France
1 entrada
- 2023 : 9, vencedor da etapa 5

#### Volta a Espanha
1 entrada
- 2023 : 5

### Classificações Mundiais
| Ano            | 2019  | 2020 | 2021 | 2022 | 2023 | 2024 |
| -------------- | ----- | ---- | ---- | ---- | ---- | ---- |
| UCI Ranking    | 1032. | 564. | 234. | 49.  | 39.  | 99.  |
| UCI World Tour | -     | -    | -    | -    | 29.  | 50.  |
|                |       |      |      |      |      |      |
| Fonte: UCI     |       |      |      |      |      |      |

## Palmarés em pista

### campeonato europeu
| Edição / Prova        | Perseguição em equipe                 | americano            |
| Águia 2018 (júniores) | Bronze (com Reißner, Stern e Smekal ) | Bronze (com Eberle ) |

### Campeonato Alemão
- 2016
  - 3 no omnium júnior
- 2017
  -  Campeão Alemão de Perseguição por Equipe Júnior
  - 2 no sprint da equipe júnior
- 2018
  - Campeão Alemão Júnior Americano
  - 2 na perseguição da equipe júnior
  - 3 na perseguição júnior
- 2019
  - 3 na perseguição por equipes